# 維蘭德 (密蘇里州)
維蘭德（英語：Vilander）是位於美國密蘇里州克勞福德縣的鬼鎮。

## 歷史
維蘭德的郵局於1885年設立，其後於1920年停運。

## 地理
維蘭德所處的海拔為高於海平面220米（即722英呎），而該地所採用的時區為UTC-6，即北美中部時區（CST）。同時該地設有夏令時間，為UTC-6調快一小時，即UTC-5（CDT）。